# السندهند
زيج السندهند أو زيج السندهند الكبير, من السنسكريتية سيدهانتا، وتعني ("نظام" أو "معاهدة") هو عمل زيج (كتيب فلكي مع جداول تستخدم لحساب المواقع السماوية) أُحضر في أوائل سبعينات القرن الثامن الميلادي إلى بلاط الخليفة أبو جعفر المنصور في بغداد من الهند. طلب المنصور ترجمة هذا العمل إلى العربية من السنسكريتية. يُعرف أن الفلكي والمترجم في القرن الثامن محمد إبراهيم الفزاري ساهم في هذه الترجمة. في كتابه طبقات الأمم، يُشير صاعد الأندلسي إلى أن آخرين عملوا عليه مثل محمد بن سعد البغدادي ومحمد بن موسى الخوارزمي. كما يضيف أن معناه هو الدهر الظاهر (الزمن اللامتناهي أو الزمن الدائري).

## محتوى
يُعَد هذا العمل الأول ضمن مجموعة من كتب الزيجات العربية التي استندت إلى الأساليب الفلكية الهندية المعروفة بالسندهند. يشمل هذا العمل جداول لحركات الشمس والقمر والكواكب الخمسة التي كانت معروفة في ذلك الزمان. يتألف من حوالي 37 فصلًا مخصصًا للحسابات الفلكية والتقويمية و116 جدولًا تحتوي على بيانات فلكية وتقويمية وتنجيمية، بالإضافة إلى جدول لقيم الجيب.[بحاجة لمصدر]
بحسب وصف صاعد الأندلسي، يقسم السندهند الزمن إلى فترات دورية من الخلق والتدمير تسمى كالبا.

## هوامش
1. ↑  Plofker 2007.
2. ↑  Andalusī, Salem & Kumar 1991.